# センテニアル・モノレール

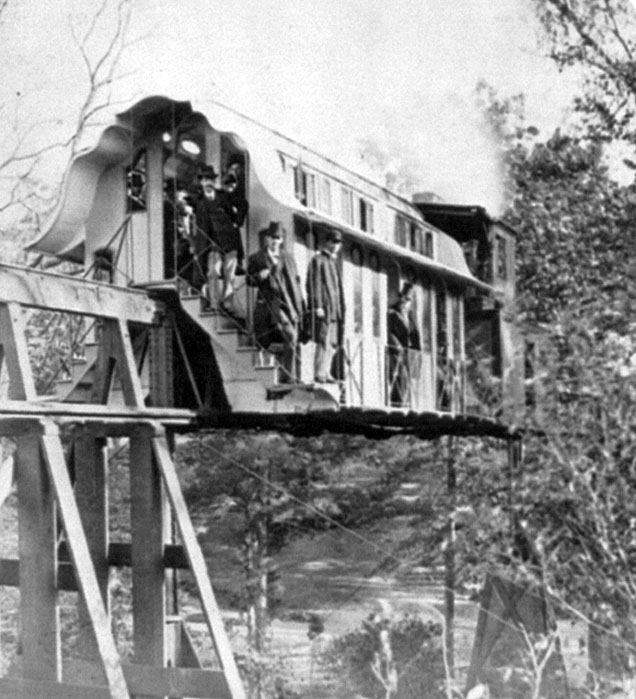
センテニアル・モノレール

リロイ・ストーン将軍 (General LeRoy Stone) のセンテニアル・モノレール（英: Centennial Monorail）は、アメリカ合衆国ペンシルベニア州フィラデルフィア市にて独立宣言の100周年を祝うために開催された、アメリカ合衆国で最初の公式万国博覧会となる、1876年の百周年記念博覧会で展示されたモノレールである。

## 技術

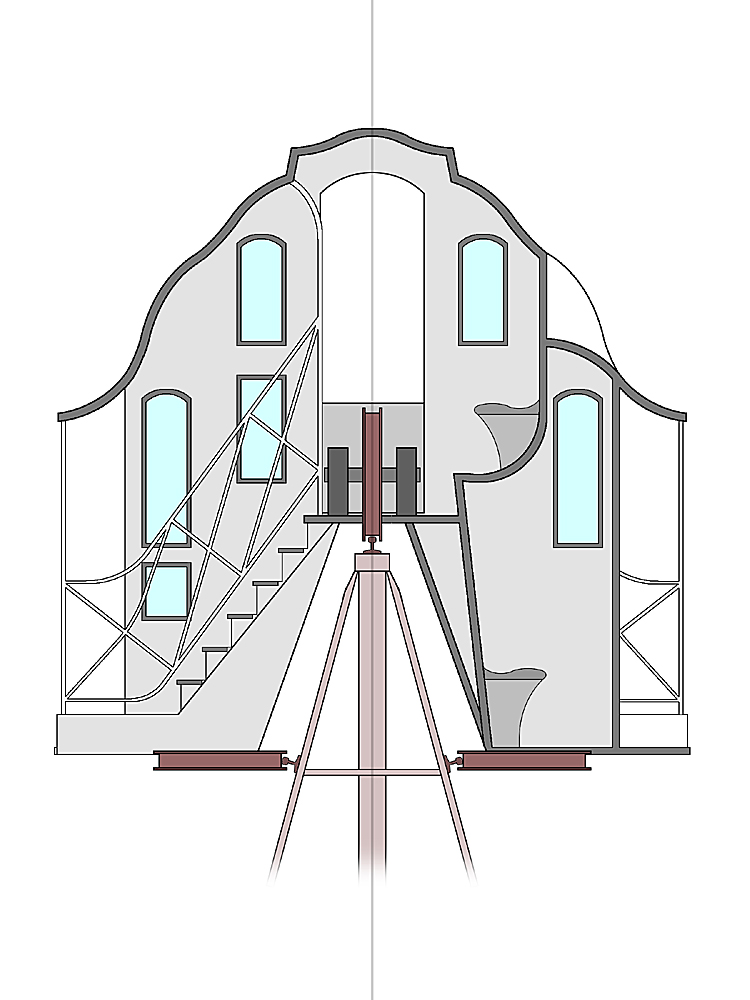
前面からの見取り図

軌道の延長は約155メートル（170ヤード）であり、フェアモント公園内の園芸ホールと農業ホールを結んでいた。
車両は2階建てのものが1両で、ヴィクトリア朝アール・デコ様式で精巧に装飾されていた。
2輪の両フランジ車輪を洋梨型のロータリー蒸気エンジンで駆動していた。
コンセプトそのものはラルティーグ式モノレールと同様で、車体重量は木製のA字型フレーム上部に設置されたレールで支え、バランスをとるためのガイドレールが1,346ミリメートル（4フィート5インチ）下に2本設けられていた。
荷重輪の直径は711ミリメートル（28インチ）であった。
ボイラーは従来の蒸気機関のものと同様で、長さ6,400ミリメートル（21フィート）、直径863ミリメートル（34インチ）であった。
運転室は後端部にあり、真下に2槽の水タンクとその後に石炭を積み上げてあった。
展示されたものを改良したものが、1878年にペンシルベニア州のブラッドフォード&フォスター・ブルック鉄道で利用されていた。